# William Marston
William Marston (ur. 9 maja 1893 w Cliftondale, zm. 2 maja 1947 w Rye) – amerykański prawnik, psycholog, twórca wykrywacza kłamstw oraz komiksowej postaci Wonder Woman.

## Życiorys
Urodził się 9 maja 1893 r. w Cliftondale jako syn handlowca Fredericka Williama Marstona i Annie Dalton Moulton, dorastał w Massachusetts. Uzyskał licencjat na University of Harvard w 1915 r., trzy lata później ukończył prawo, a w 1921 r. został doktorem psychologii. Przez następne ponad 10 lat Marston był wykładowcą akademickim, m.in. na American University i Tufts University. W 1915 r. zbudował również pierwszą wersję wariografu, a wyniki tych eksperymentów po raz pierwszy opublikował dwa lata później. Jako wykładowca na uniwersytecie Tufts, Marston poznał Olive Byrne, która została jego asystentką w pracach nad wariografem. Rozpoczął badania pod wpływem uwagi swojej żony, Elizabeth, która powiedziała mu, że w chwilach złości lub ekscytacji rośnie jej ciśnienie krwi. Na tej podstawie postanowił wykorzystać związek między kłamstwem i ciśnieniem krwi. Wykorzystał metodę pomiaru ciśnienia skurczowego, za pomocą mankietu i stetoskopu, by mierzyć ciśnienie w trakcie zadawania pytań.
W 1923 r. Marston bez powodzenia próbował przekonać do zastosowania swojego urządzenia w sądach, jednak widział również dla niego zastosowanie jako narzędzia psychoterapii, a po porwaniu dziecka Lindbergha zaoferował urządzenie rodzinie Lindberghów. Ponadto przez wiele lat prowadził praktykę jako psycholog, rozwijając teorię DISC, która klasyfikuje osobowości poprzez ocenę zachowania w sprzyjających i niesprzyjających okolicznościach (dominująca, wpływająca, uległa, spełniona). Marston pisał również do popularnonaukowych czasopism psychologicznych, a w 1928 r. wydał książkę poświęconą teorii DISC – Emotions of Normal People. Zaobserwował również różnicę w zachowaniach między płciami, tj. mężczyźni mieli częściej akceptować, a kobiety inicjować związki.
W 1938 r. Marston wystąpił w reklamie marki Gillette, przekonując, że wariograf wykazał wyższość ostrzy tej firmy nad produktami konkurencji; często pojawiał się także w magazynie Family Circle, gdzie Olive Byrne przeprowadzała z nim wywiady pod pseudonimem Olive Richard. W jednym z wywiadów z 1940 r. Marston wskazał, że komiksy mają wysoki potencjał edukacyjny. Wydawca komiksów Max Gaines zatrudnił go po tym jako konsultanta ds. edukacyjnych w All-American Publications, które wkrótce potem, po przekształceniach własnościowych, utworzyło wydawnictwo DC Comics.
Rok później Marston napisał pod pseudonimem Charles Moulton własny komiks, tworząc postać Wonder Woman, która pojawiła się gościnnie w tomie All-Star Comics #8. Marston chciał wówczas stworzyć postać kobiecej superbohaterki o sile porównywalnej z męskimi postaciami, ale mającej inteligencję, dobroć i aparycję pięknej kobiety. Wyposażył również swoją bohaterkę w jej własny wariograf w postaci lassa prawdy. Wonder Woman szybko zyskała popularność i wkrótce zaczęły powstawać komiksy z nią w roli głównej. W późniejszym wywiadzie syn Marstona i Elizabeth, Pete Marston, powiedział, że gdy ojciec przedstawił pomysł stworzenia własnego komiksu, to jego matka była pomysłodawcą postaci kobiecej superbohaterki.
Od 1915 r. żonaty z Elizabeth Holloway. Wraz z nią i Olive Byrne żył w związku poliamorycznym i z obiema kobietami miał po dwoje dzieci. Jego żona Elizabeth nazwała swoją córkę Olive po Olive Byrne i adoptowała dzieci Olive. Bransolety Wonder Woman, często pojawiający się w komiksach motyw skucia lub związania oraz skupienie na kategoriach dominacji i podległości były podstawą sugestii, że Marston wraz z obiema partnerkami był zaangażowany w praktyki BDSM. Wraz z żoną utracili również posady na University of Harvard, gdy na jaw wyszedł ich romans z Olive Byrne.
Zmarł z powodu choroby nowotworowej 2 maja 1947 r. w Rye. Elizabeth i Olive pozostały partnerkami do śmierci tej drugiej w latach 80. XX w., razem wychowując również swoje dzieci.